# Stazione di Pont-Saint-Martin
La stazione di Pont-Saint-Martin (in francese gare de Pont-Saint-Martin) è una stazione ferroviaria nel comune di Pont-Saint-Martin, in Valle d'Aosta. Si tratta di una delle stazioni con il più alto numero di passeggeri della Valle d'Aosta..

## Strutture e impianti
La stazione, gestita da Rete Ferroviaria Italiana, dispone di due binari serviti da banchine e collegati tramite sottopassaggio.
Il fabbricato viaggiatori, a due piani, ospita vari servizi per i viaggiatori come la sala di attesa e la biglietteria.

## Servizi
La stazione dispone dei seguenti servizi:
- Biglietteria a sportello
- Biglietteria automatica
- Sala d'attesa
- Servizi igienici

## Movimento
La stazione è servita da treni regionali svolti da Trenitalia nell'ambito del contratto di servizio stipulato con la Regione Valle d'Aosta.